# World Vision International
« Vision du Monde » redirige ici. Pour le concept philosophique, voir Vision du monde.
World Vision International est une organisation humanitaire chrétienne évangélique œcuménique internationale. Elle a des programmes dans 100 pays du monde. Son siège international est situé à Londres, au Royaume-Uni et son président est Andrew Morley.  

## Histoire
En 1947, Robert Pierce (Bob) part comme correspondant de guerre en Asie . Lors de son passage en Chine, il rencontre Tena Hoelkedoer, une enseignante qui lui présente une enfant abandonnée. Hoelkedoer n'ayant pas les moyens de s'occuper de l'enfant, elle demande à Pierce ce qu'il peut faire pour elle. Il donne son dernier billet de 5 $ et s'engage à envoyer le même montant chaque mois pour l'aider à prendre soin de l'enfant. La pauvreté, la souffrance humaine et la situation des enfants orphelins interpellent Pierce, qui rencontre en Corée le pasteur Kyung-Chik Han, engagé lui aussi dans l’évangélisation et le travail social. Les deux hommes collaborent, Pierce s'investissant surtout dans la collecte de fonds et de la publicité, et Han supervisant le travail social, qui avait  déjà commencé dans le cadre de l'église coréenne Young Nak.
Pierce promet de se mobiliser à son retour aux États-Unis pour répondre à ces besoins. C'est ainsi, qu'en 1950, Pierce fonde World Vision International avec le pasteur coréen Kyung-Chik Han,,. Elle deviendra en quelques décennies une des plus importantes organisations humanitaires internationales . En 1979, elle a participé à la fondation du Conseil évangélique pour la responsabilité financière . En 2022, sur son site internet, elle dit travailler dans 100 pays et avoir 35.000 employés.

## Collaborations
World Vision travaille en collaboration avec l'ONU et ses agences comme l'Organisation mondiale de la santé et l'Organisation internationale du travail pour des projets de développement. Elle est le premier distributeur de denrées alimentaires fournies par le Programme alimentaire mondial. 

### Gaza
En août 2016, la police israélienne a arrêté Mohammad El Halabi, directeur de la branche de Gaza de World Vision. Il est accusé d'avoir détourné des fonds de l'ONG pour financer des activités militaires et terroristes du Hamas. World Vision réfute ces accusations et a protesté contre les conditions de détention de Mohammad El Halabi En 2022, Mohammad El Halabi a été condamné par le tribunal de Beersheba à douze ans de prison (6 années devant encore être effectuées après sa détention préventive). Human Rights Watch et d'autres organisations ont critiqué le gouvernement israélien pour le manque de transparence de son procès et les conditions de sa détention. 

## Programmes
Les programmes de parrainage d'enfants permettent à World Vision d'aider les enfants et la communauté. Les domaines d'intervention sont la santé, l'éducation, l'alimentation, l'eau potable et la microfinance,. L’objectif des programmes est de rendre les communautés autonomes. L'ONG apporte aussi des secours d'urgence lors de catastrophes ou conflits.

## Résultats et budgets
Elle publie chaque année un rapport de responsabilité, qui détaille l'utilisation des fonds pour chaque programme, les frais d'administration, les salaires des dirigeants, le nombre de parrainage d'enfants, le montant de l'aide humanitaire directe .

## Certifications
World Vision a reçu des certifications de bonne gestion par des organismes indépendants comme Better Business Bureau  et Charity Navigator.
L'ONG humanitaire est signataire du code de conduite de la Croix-Rouge et du Sphere Project garantissant notamment la neutralité et l'indépendance de ses actions : elle est au service de tous les peuples, sans distinction de race, d’origine, de genre ou de religion.

## Affiliations
L’organisation est membre du Conseil évangélique pour la responsabilité financière .

## Critiques
Après sa démission du poste de président, son fondateur Robert Pierce a critiqué l’organisation pour sa professionnalisation aux dépens de sa foi évangélique et a fondé Samaritan's Purse en 1970.
En 2007, une information anonyme a accusé des employés du Liberia de détourner des stocks de nourriture et des matériaux de construction à des fins personnelles. L’ONG a envoyé des enquêteurs dans différentes villes partenaires dans le pays et a estimé que 90% de son aide dans le pays avait disparu dans des fraudes, alors que des rapports mentionnaient des villes qui n’existaient même pas. À la suite de cet évènement, l’organisation a mis en place une ligne téléphonique de signalement de fraude.